# Lista över orter i Ungern
Lista över Ungerns städer och mindre städer
Ungern har 346 städer (2013). Detta är en lista över landets städer med 30 000 eller fler invånare.
Invånarantalet i tabellen är från den 1 januari 2019.

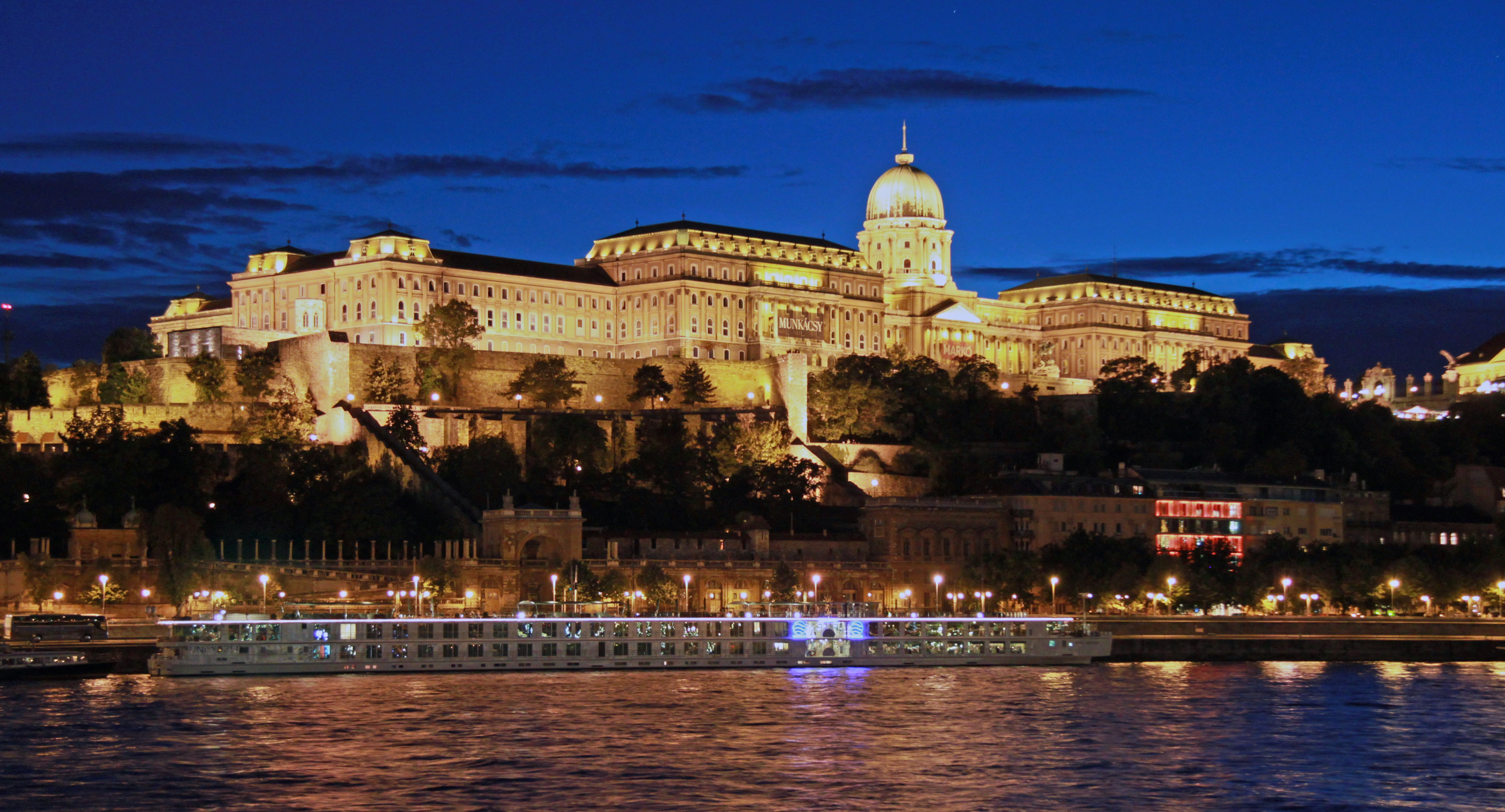
Budapest, Ungerns största stad

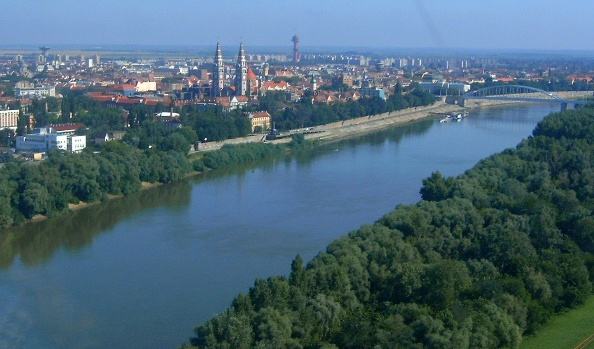
Debrecen, Ungens näst största stad

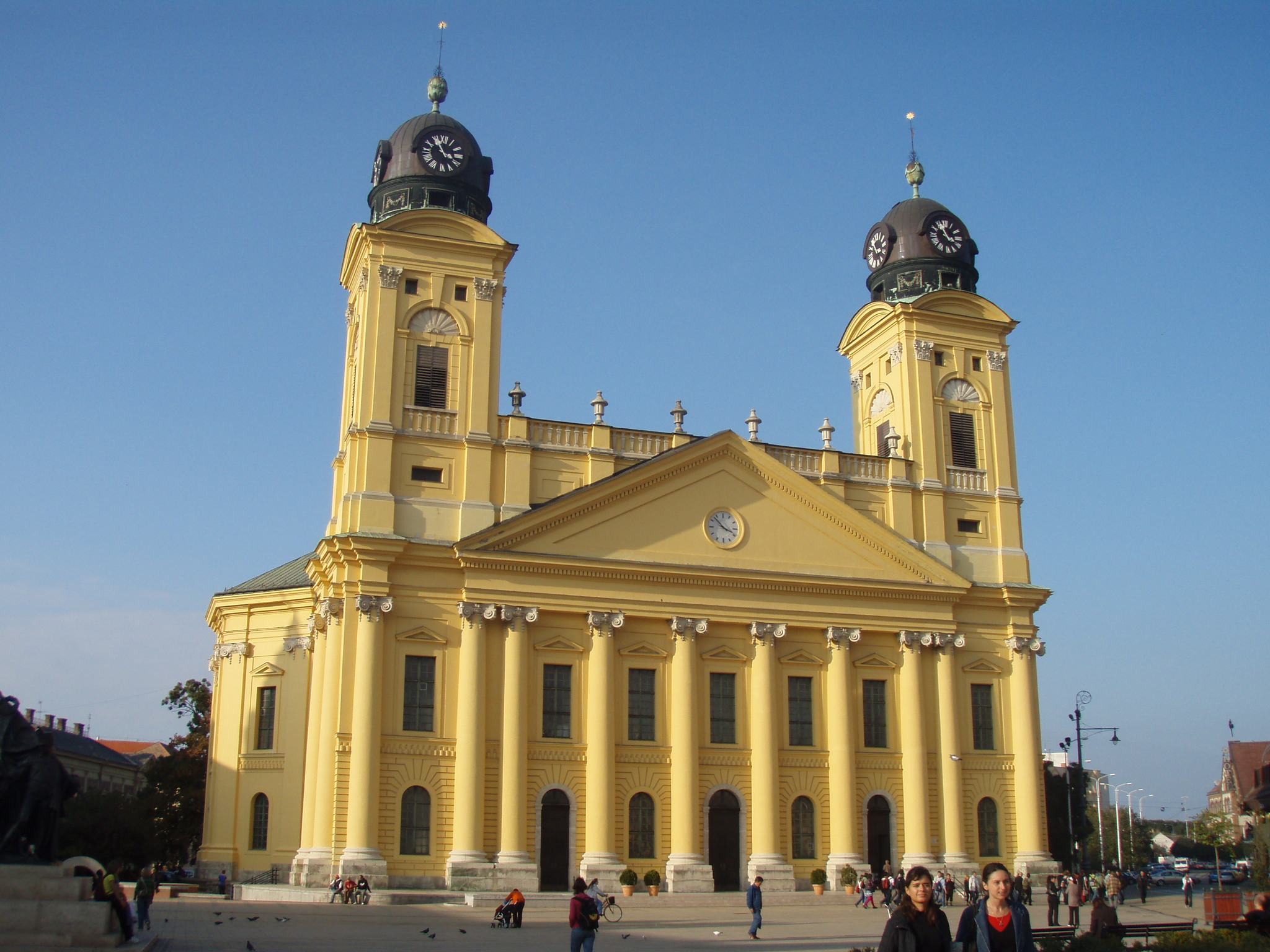
Szeged, Ungerns tredje största stad

       Residensstad. Ungern har 19 provinser och huvudstaden Budapest ingår inte i någon av dessa utan har speciell status samtidigt som den utgör residensstaden i provinsen Pest.
| Stad              | Provins                | Stad inv. (2019-01-01) | Rank |
| ----------------- | ---------------------- | ---------------------- | ---- |
| Budapest          | Ingen                  | 1 752 286              | 1    |
| Debrecen          | Hajdú-Bihar            | 201 432                | 2    |
| Szeged            | Csongrád-Csanád        | 160 766                | 3    |
| Miskolc           | Borsod-Abaúj-Zemplén   | 154 521                | 4    |
| Pécs              | Baranya                | 142 873                | 5    |
| Győr              | Győr-Moson-Sopron      | 132 038                | 6    |
| Nyíregyháza       | Szabolcs-Szatmár-Bereg | 116 799                | 7    |
| Kecskemét         | Bács-Kiskun            | 110 687                | 8    |
| Székesfehérvár    | Fejér                  | 96 940                 | 9    |
| Szombathely       | Vas                    | 78 407                 | 10   |
| Szolnok           | Jász-Nagykun-Szolnok   | 71 285                 | 11   |
| Érd               | Pest                   | 68 211                 | 12   |
| Tatabánya         | Komárom-Esztergom      | 65 845                 | 13   |
| Sopron            | Győr-Moson-Sopron      | 62 671                 | 14   |
| Kaposvár          | Somogy                 | 61 441                 | 15   |
| Veszprém          | Veszprém               | 59 738                 | 16   |
| Békéscsaba        | Békés                  | 58 996                 | 17   |
| Zalaegerszeg      | Zala                   | 57 403                 | 18   |
| Eger              | Heves                  | 52 898                 | 19   |
| Nagykanizsa       | Zala                   | 46 649                 | 20   |
| Dunaújváros       | Fejér                  | 44 200                 | 21   |
| Dunakeszi         | Pest                   | 43 604                 | 22   |
| Hódmezővásárhely  | Csongrád-Csanád        | 43 311                 | 23   |
| Szigetszentmiklós | Pest                   | 39 310                 | 24   |
| Cegléd            | Pest                   | 35 545                 | 25   |
| Baja              | Bács-Kiskun            | 34 495                 | 26   |
| Mosonmagyaróvár   | Győr-Moson-Sopron      | 33 954                 | 27   |
| Salgótarján       | Nógrád                 | 33 579                 | 29   |
| Vác               | Pest                   | 32 828                 | 29   |
| Ózd               | Borsod-Abaúj-Zemplén   | 32 214                 | 30   |
| Gödöllő           | Pest                   | 32 099                 | 31   |
| Szekszárd         | Tolna                  | 31 795                 | 32   |
| Pápa              | Veszprém               | 30 492                 | 33   |
| Hajdúböszörmény   | Hajdú-Bihar            | 30 267                 | 34   |

## Övriga
| Aba Abádszalók Abaújszántó Abony Ács Adony Ajak Ajka Albertirsa Alsózsolca Aszód | Bábolna Bácsalmás Badacsonytomaj Baja Baktalórántháza Balassagyarmat Balatonalmádi Balatonboglár Balatonföldvár Balatonfüred Balatonfűzfő Balatonkenese Balatonlelle Balkány Balmazújváros Barcs Bátaszék Bátonyterenye Battonya Békés Bélapátfalva Beled Berettyóújfalu Berhida Besenyszög Biatorbágy Bicske Biharkeresztes Bodajk Bóly Bonyhád Borsodnádasd Budakalász Budakeszi Budaörs Bük | Cegléd Celldömölk Cigánd Csákvár Csanádpalota Csenger Csepreg Csongrád Csorna Csorvás Csurgó |
| Dabas Demecser Derecske Dévaványa Devecser Dombóvár Dombrád Dorog Dunaföldvár Dunaharaszti Dunakeszi Dunavarsány Dunavecse | Edelény Elek Emőd Encs Enying Ercsi Esztergom | Fegyvernek Fehérgyarmat Felsőzsolca Fertőd Fertőszentmiklós Fonyód Fót Füzesabony Füzesgyarmat |
| Gárdony Göd Gödöllő Gönc Gyál Gyomaendrőd Gyömrő Gyöngyös Gyöngyöspata Gyönk Gyula | Hajdúböszörmény Hajdúdorog Hajdúhadház Hajdúnánás Hajdúsámson Hajdúszoboszló Hajós Halásztelek Harkány Hatvan Herend Heves Hévíz Hódmezővásárhely | Ibrány Igal Isaszeg Izsák |
| Jánoshalma Jánosháza Jánossomorja Jászapáti Jászárokszállás Jászberény Jászfényszaru Jászkisér | Kaba Kadarkút Kalocsa Kapuvár Karcag Kazincbarcika Kecel Kemecse Kenderes Kerekegyháza Kerepes Keszthely Kisbér Kisköre Kiskőrös Kiskunfélegyháza Kiskunhalas Kiskunmajsa Kistarcsa Kistelek Kisújszállás Kisvárda Komádi Komárom Komló Kondoros Kozármisleny Körmend Körösladány Kőszeg Kunhegyes Kunszentmárton Kunszentmiklós                                                               | Lábatlan Lajosmizse Lébény Lengyeltóti Lenti Létavértes Letenye Lőrinci |
| Maglód Mágocs Makó Mándok Marcali Máriapócs Martfű Martonvásár Mátészalka Medgyesegyháza Mélykút Mezőberény Mezőcsát Mezőhegyes Mezőkeresztes Mezőkovácsháza Mezőkövesd Mezőtúr Mindszent Mohács Monor Mór Mórahalom Mosonmagyaróvár | Nádudvar Nagyatád Nagybajom Nagyecsed Nagyhalász Nagykálló Nagykanizsa Nagykáta Nagykőrös Nagymányok Nagymaros Nyékládháza Nyergesújfalu Nyíradony Nyírbátor Nyírlugos Nyírmada Nyírtelek | Ócsa Onga Orosháza Oroszlány Ózd Őrbottyán Őriszentpéter Örkény |
| Pacsa Paks Pálháza Pannonhalma Pápa Pásztó Pécel Pécsvárad Pétervására Pilis Piliscsaba Pilisvörösvár Polgár Polgárdi Pomáz Pusztaszabolcs Putnok Püspökladány                                                                       | Rácalmás Ráckeve Rakamaz Rákóczifalva Répcelak Rétság Rudabánya | Sajóbábony Sajószentpéter Salgótarján Sándorfalva Sárbogárd Sarkad Sárospatak Sárvár Sásd Sátoraljaújhely Sellye Siklós Simontornya Siófok Solt Soltvadkert Sülysáp Sümeg Szabadszállás Szarvas Százhalombatta Szécsény Szeghalom Szekszárd Szendrő Szentendre Szentes Szentgotthárd Szentlőrinc Szerencs Szigethalom Szigetszentmiklós Szigetvár Szikszó Szob |
| Tab Tamási Tápiószele Tapolca Tát Tata Tatabánya Téglás Tét Tiszacsege Tiszaföldvár Tiszafüred Tiszakécske Tiszalök Tiszaújváros Tiszavasvári Tokaj Tolna Tompa Tótkomlós Tököl Törökbálint Törökszentmiklós Tura Túrkeve            | Újfehértó Újhartyán Újkígyós Újszász Üllő | Vác Vaja Vámospércs Várpalota Vásárosnamény Vasvár Vecsés Velence Vép Veresegyház Verpelét Vésztő Villány Visegrád |
| Záhony Zalakaros Zalalövő Zalaszentgrót Zamárdi Zirc Zsámbok | | |